# Ignatius Pierre VIII. Abdel-Ahad
Ignatius Pierre VIII. Abdel-Ahad, mit bürgerlichem Namen Grégoire Pierre Abdel-Ahad, (* 28. Juni 1930 in Aleppo, Syrien; † 4. April 2018 in Jerusalem) war Erzbischof von Beirut und Patriarch der mit Rom unierten syrisch-katholischen Kirche von Antiochien.

## Leben
Grégoire Pierre Abdel-Ahad trat 1944 in das Kleine Seminar des St.-Ephrem-St.-Benoît-Seminars der französischen Benediktiner in Jerusalem ein und studierte nach dessen Verlegung von 1949 bis 1955 Philosophie und Theologie im Konvent von Charfet (Šarfeh), Libanon. Er empfing am 17. Oktober 1954, unter anderem mit Ignatius Moussa I. Kardinal Daoud, durch den Patriarchen Ignatius Gabriel I. Kardinal Tappouni in der St. Georg-Kathedrale in Beirut die Priesterweihe. Von 1955 bis 1965 lehrte er im Patriarchats-Seminar von Charfet und war auch dessen Ökonom. 1965 wurde er zum Pfarrer der syrischen Pfarrei St. Joseph in Bethlehem ernannt und Direktor der dortigen Pfarrschule.
Papst Johannes Paul II. ernannte ihn 1996 zum Titularbischof von Batnae dei Siri und bestellte ihn zum Weihbischof von Antiochia und Patriarchalexarchen von Jerusalem mit Zuständigkeit für die syrisch-katholischen Gläubigen Israels, Jordaniens und Palästinas. Die Bischofsweihe  spendete ihm Bischof Ignatius Antoine II. Hayek, Patriarch der syrisch-katholischen Kirche von Antiochien, am 21. Juni 1997 in der Mariä-Himmelfahrt-Kathedrale in Aleppo.
Am 16. Februar 2001 wurde er von der syrisch-katholischen Bischofssynode in Charfet (Šarfeh), Libanon, als Nachfolger Ignatius Moussa I. Daouds, der zum Präfekten der Kongregation für die orientalischen Kirchen ernannt wurde, zum Patriarchen von Antiochien und des ganzen Ostens gewählt. Nachdem Papst Johannes Paul II. ihm am 24. Februar 2001 die Kirchengemeinschaft (communio ecclesiaticae) angeboten hatte (ihn somit also bestätigt hatte), wurde Abdel-Ahad am folgenden Tag in der Kathedrale von der Verkündigung in Beirut inthronisiert. Seinem Rücktrittsgesuch aus Altersgründen wurde von Papst Benedikt XVI. im Februar 2008 stattgegeben. Sein Nachfolger wurde der im Januar 2009 gewählte Ignatius Joseph III. Younan.
Er war Großmeister des Ritterordens vom Heiligen Ignatius von Antiochien.